# Stefanie Dolson
Stefanie Dolson est une basketteuse américaine née le 8 janvier 1992 à Port Jervis (État de New York). Elle est double championne NCAA et championne olympique en basket 3x3.

## Connecticut
Elle pratique le basket et le volley-ball à la Minisink Valley High School dans le quartier de Slate Hill à New York. All-American en basket, elle inscrit 12 points et prend huit rebonds au McDonald's All-American Game. En quatre ans, elle inscrit 1 951 points et 1 607 rebonds. Elle choisit de rejoindre les Huskies du Connecticut, une des plus prestigieuses formations universitaires féminines. En freshman, elle marque 24 points face à Notre Dame et figure dans le meilleur cinq du Tournoi de la Big East. En sophomore, elle est la meilleure rebondeuse de sa formation avec six prises par rencontre et un total de 57 contres. 
En junior, elle débute 38 des 39 rencontres pour des moyennes de 13,6 points avec 59,8 % d'adresse (second rang national) et 7,1 rebonds par rencontre. Ses 18 points et 14 rebonds ne sont pas suffisants pour empêcher une défaite 61-59 face à Notre Dame lors de la finale du Tournoi de la Big East, mais les Huskies remportent le tournoi final NCAA, où se révèle la freshman Breanna Stewart.
En senior, elle devient la seconde Husky à aligner un triple-double avec 24 points, 14 rebonds et 11 passes décisives face à Oregon le 30 novembre 2013. Elle est élue meilleure défenseure par la WBCA. Connecticut finit invaincu la saison avec 40 succès et la victoire tournoi final NCAA, Dolson figurant dans le meilleur cinq du tournoi.

## WNBA

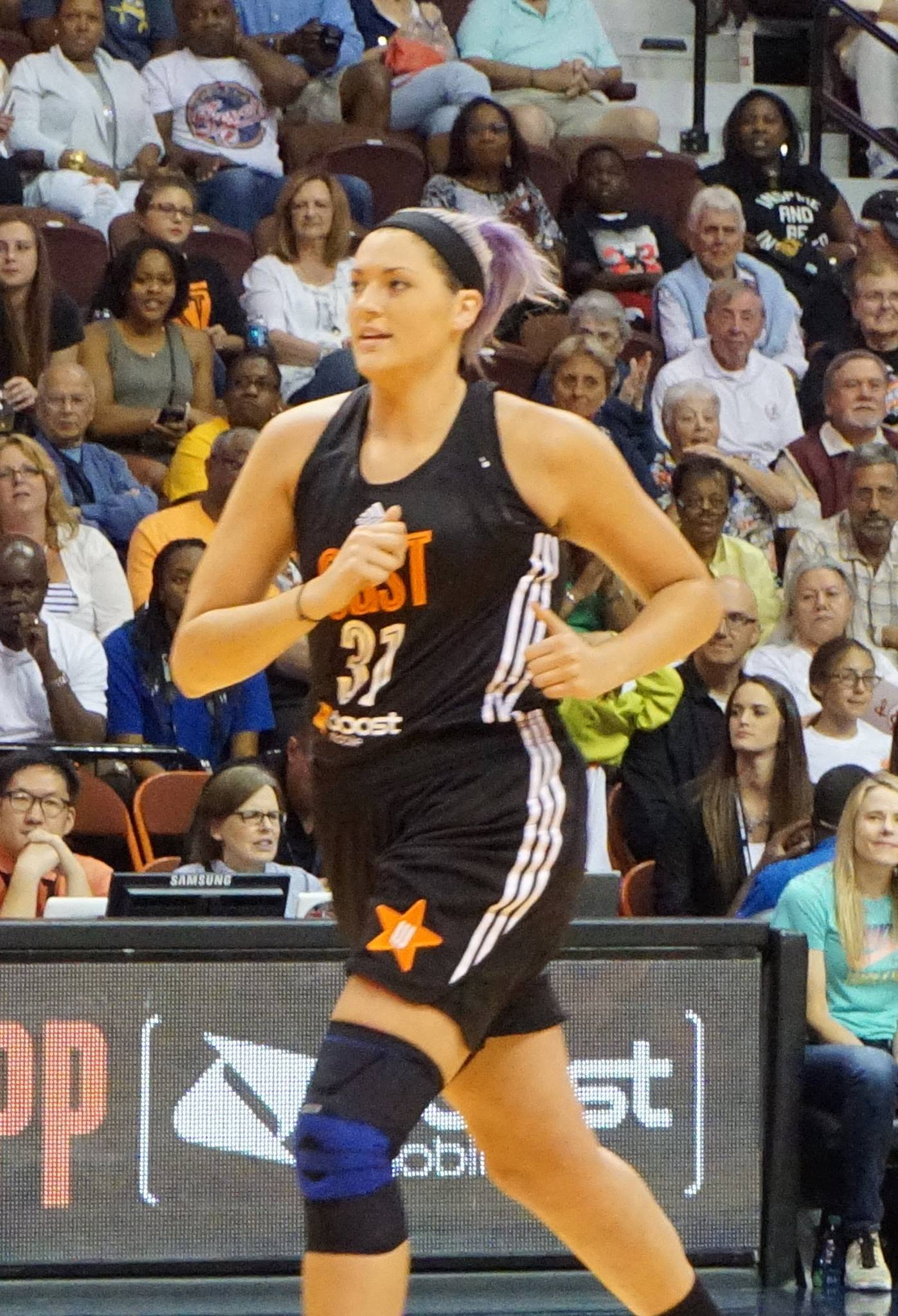
Stefanie Dolson au WNBA All-Star Game 2015.

Elle est choisie en 6e position de la draft WNBA 2014 par Mystics de Washington. Sa coéquipière chez les Huskies Bria Hartley est choisie immédiatement après puis transférée par le Storm de Seattle aux Mystics. Elle termine sa première saison avec des statistiques de 6,0 points avec 49,2 % d'adresse, 3,5 rebonds et 1,2 passe décisive (5,0 points, 1,5 rebond en play-offs). Elle développe une forte complicité avec sa coéquipière en WNBA et aussi en Russie Emma Meesseman dans la vie comme sur le terrain.
Lors de sa deuxième saison, ses performances et celle des Mystics.
Avec la blessure de longue durée en préparation de Kia Vaughn, Dolson passe de remplaçante (6,0 points et 4,4 rebonds en 18 minutes de temps de jeu moyen) à titulaire pour sa seconde saison. Aidée par son entente parfaite avec Emma Meesseman, tout aussi jeune qu'elle, les Mystics disposent d'un duo performant et polyvalent (les deux sachant tirer à mi-distance) qui valent à chacune d'elles une sélection pour le WNBA All-Star Game 2015. En juillet, le duo se trouve renforcé et soulagé dans les rotations avec l'arrivée de Lara Sanders. Le coach Mike Thibuatlt est satisfait du cap passé par Dolson. Toutefois, sa seconde partie de saison est moins réussie. Particulièrement ciblée par les défenses, elle passe de 14,2 points avec 12 double-doubles sur 15 rencontres à 8,5 points sur les 18 rencontres suivantes avec 7 double-doubles.
Durant l'hiver 2016-2017, le transfert d'Elena Delle Donne de Chicago vers Washington, entraîne son départ vers l'Illinois, avec l'arrière Kahleah Copper et le deuxième choix du premier tour de la draft WNBA 2017.
Malgré une saison régulière 2021 moyenne (16 victoires - 16 défaites), elle parvient à remporter un titre de champion avec le Sky de Chicago qui s'impose en finales 3 à 1 face au Mercury de Phoenix,.

## Europe
En septembre 2014, elle signe avec le Spartak Moscou qui est qualifié pour l'Eurocoupe où elle rejoint sa coéquipière des Mystics, la belge Emma Meesseman. Elle y dispute sept rencontres en Eurocoupe, mais finit la saison en Turquie à Osmaniye (13,5 points et 7,1 rebonds par rencontre) puis signe pour 2015-2016 avec un autre club turc Edirnespor.
Pour 2017-2018, elle joue en Italie avec Dike Napoli.
En novembre-décembre 2023, elle est pigiste médicale de Sandrine Gruda pour l'ASVEL Féminin.

## Équipe nationale
Elle remporte deux fois l'or au Championnat des Amériques des 18 ans et moins en 2010 (6,2 points et 4,2 rebonds) puis au Championnat du monde des 19 ans et moins en 2011 (9,2 points et 4,4 rebonds).
Elle figure dans la présélection pour le championnat du monde 2014 mais quitte le groupe réduit à 13 après le tournoi de Paris .
Elle est membre de l'équipe américaine de basket-ball à trois qui dispute les Jeux olympiques de Tokyo.

## Vie privée
En 2016, elle rend publique sa relation avec une femme : « Je sais qui je suis et je me moque si les personnes me jugent (...) Je suis qui je suis. Et je suis heureuse ». 

## Palmarès
- Championne NCAA 2013, 2014[2]
- Médaille d'or au Championnat des Amériques des 18 ans et moins en 2010[16]
- Médaille d'or au Championnat du monde des 19 ans et moins en 2011[16]
- Médaille d'or aux Jeux olympiques d'été de 2020 en basket à trois[20].
- Championne WNBA 2021[12].

## Distinctions personnelles
- 2013-2014 WBCA Division I Defensive Player of the Year[2]
- 2013-2014 Senior Class Award[2]
- 2012-13 WBCA/State Farm All-America Team[2]
- 2012-13 USBWA All-America Team[2]
- 2012-13 Associated Press All-America Third Team[2]
- 2012-13 All-Big East First Team[2]
- 2012-13 Big East All-Tournament Team[2]
- 2012-13 Naismith Award Preseason Watch List[2]
- 2012-13 Wooden Award Preseason Top-30[2]
- 2011-12 NCAA All-Kingston Regional Team[2]
- 2011-12 All-Big East Honorable Mention[2]
- 2011-12 Big East All-Tournament Team[2]
- 2011-12 Preseason Naismith Award Watch List[2]
- 2011-12 Preseason All-BIG EAST Honorable Mention[2]
- 2011-12 Preseason Wade Watch List[2]
- 2011-12 Wooden Award Preseason Top-30[2]
- 2010-11 Big East All-Tournament Team[2]
- 2010-11 Big East All-Rookie Team[2]
- Deux fois Big East Freshman of the Week[2]
- Sélection au WNBA All-Star Game 2015[8] et 2017[21]